# Lista de senadores do Brasil da 55.ª legislatura
Esta é a lista de senadores do Brasil da 55.ª legislatura do Congresso Nacional. Inclui-se o nome civil dos parlamentares, o partido ao qual eram filiados na data da posse, sua unidade federativa de origem, bem como outras informações. Esta legislatura do Senado Federal durou de 1 de fevereiro de 2015 a 31 de janeiro de 2019.

## Mesa diretora
|  | Cargo              | Nome                                               | Partido | Formação Acadêmica / Carreira Profissional | Alma Mater                                              | Estado       |
|  | ------------------ | -------------------------------------------------- | ------- | ------------------------------------------ | ------------------------------------------------------- | ------------ |
|  | Presidente         | Eunício Oliveira (Eunício Lopes de Oliveira)       | MDB     |                                            | Centro Universitário de Brasília (CEUB)                 | Ceará        |
|  | 1° Vice-Presidente | Cássio Cunha Lima (Cássio Rodrigues da Cunha Lima) | PSDB    |                                            | Universidade Estadual da Paraíba (UEPB)                 | Paraíba      |
|  | 2° Vice-Presidente | João Alberto Souza                                 | MDB     |                                            | Faculdade de Ciência Políticas e Econômicas RJ          | Maranhão     |
|  | 1° Secretário      | José Pimentel (José Barroso Pimentel)              | PT      |                                            | Universidade Federal do Ceará (UFC)                     | Ceará        |
|  | 2° Secretário      | Gladson Cameli (Gladson de Lima Cameli)            | PP      |                                            | Instituto Luterano de Ensino Superior de Manaus (ULBRA) | Acre         |
|  | 3° Secretário      | Antônio Carlos Valadares                           | PSB     |                                            | Universidade Federal de Sergipe                         | Sergipe      |
|  | 4° Secretário      | Zezé Perrella (José Perrella de Oliveira Costa)    | MDB     |                                            |                                                         | Minas Gerais |
|  | 1° Suplente        | Eduardo Amorim (Eduardo Alves do Amorim)           | PSDB    |                                            | Universidade Federal de Sergipe (UFS)                   | Sergipe      |
|  | 2° Suplente        | Sérgio Petecão (Sérgio de Oliveira Cunha)          | PSD     | Ensino Médio Técnico em Contabilidade      |                                                         | Acre         |
|  | 3° Suplente        | Davi Alcolumbre (David Samuel Alcolumbre Tobelem)  | DEM     |                                            |                                                         | Amapá        |
|  | 4° Suplente        | Cidinho Santos (José Aparecido dos Santos)         | PR      |                                            |                                                         | Mato Grosso  |

## Senadores em exercício
|                     | Nome                                                       | Partido     | Formação Acadêmica                                                                   | Alma Mater                                                                                              | Cargo Público Anterior | Início de mandato | Fim de mandato | Obs.                                                        |
| Acre                | Acre                                                       | Acre        | Acre                                                                                 | Acre | Acre | Acre              | Acre           | Acre                                                        |
| ------------------- | ---------------------------------------------------------- | ----------- | ------------------------------------------------------------------------------------ | --- | --- | ----------------- | -------------- | ----------------------------------------------------------- |
|                     | Mailza Gomes (Mailza Assis da Silva)                       | PP          |                                                                                      | | Ex-Primeira Dama da Cidade de Senador Guiomard | 2019              | 2023           | Primeira suplente de Gladson Cameli                         |
|                     | Jorge Viana (Jorge Ney Viana Macedo Neves)                 | PT          | Engenharia Florestal                                                                 | Universidade de Brasília                                                                                | Ex-Governador do Acre Ex-Prefeito de Rio Branco | 2011              | 2019           |                                                             |
|                     | Sérgio Petecão (Sérgio de Oliveira Cunha)                  | PSD         |                                                                                      | | Ex-Deputado Federal Ex-Deputado Estadual | 2011              | 2019           |                                                             |
| Alagoas             |                                                            |             |                                                                                      | | |                   |                |                                                             |
|                     | Givago Tenório (José Givago Raposo Tenório)                | PP          | Empresário (pecuária e indústria sucroalcooleira)                                    | | | 2018              | 2019           | Primeiro Suplente de Benedito de Lira                       |
|                     | Fernando Collor (Fernando Affonso Collor de Mello)         | PROS        | Economia                                                                             | Universidade Federal de Alagoas                                                                         | Ex-Presidente da República Ex-Governador do Alagoas Ex-Prefeito de Maceió Ex-Deputado Federal | 2007              | 2023           |                                                             |
|                     | Renan Calheiros (José Renan Vasconcelos Calheiros)         | MDB         | Direito                                                                              | Universidade Federal de Alagoas                                                                         | Ex-Presidente do Senado Ex-Ministro da Justiça (Governo FHC) Ex-Deputado Federal Ex-Deputado Estadual | 1995              | 2019           |                                                             |
| Amapá               |                                                            |             |                                                                                      | | |                   |                |                                                             |
|                     | Davi Alcolumbre (David Samuel Alcolumbre Tobelem)          | DEM         |                                                                                      | | Ex-Deputado Federal Ex-Vereador de Macapá | 2015              | 2023           |                                                             |
|                     | João Capiberibe (João Alberto Rodrigues Capiberibe)        | PSB         | Engenharia Agrícola                                                                  | Universidade do Chile                                                                                   | | 2011              | 2019           |                                                             |
|                     | Randolfe Rodrigues (Randolph Frederich Rodrigues Alves)    | REDE        | - História - Direito                                                                 | - Universidade Federal do Amapá - Faculdade SEAMA                                                       | Ex-Deputado Estadual | 2011              | 2019           |                                                             |
| Amazonas            |                                                            |             |                                                                                      | | |                   |                |                                                             |
|                     | Eduardo Braga (Carlos Eduardo de Sousa Braga)              | MDB         | Engenharia Elétrica                                                                  | Universidade Federal do Amazonas                                                                        | Ex-Ministro de Minas e Energia (Governo Dilma) Ex-Governador do Amazonas Ex-Prefeito de Manaus Ex-Vice-Prefeito de Manaus Ex-Deputado Federal Ex-Deputado Estadual                                                                       | 2011              | 2019           |                                                             |
|                     | Omar Aziz (Omar José Abdel Aziz)                           | PSD         | Engenharia Civil                                                                     | Universidade Federal do Amazonas                                                                        | Ex-Governador do Amazonas Ex-Vice-Governador do Amazonas Ex-Vice-Prefeito de Manaus Ex-Deputado Estadual | 2015              | 2023           |                                                             |
|                     | Vanessa Grazziotin                                         | PCdoB       | Farmácia                                                                             | Universidade Federal do Amazonas                                                                        | Ex-Deputado Federal Vereadora de Manaus | 2011              | 2019           |                                                             |
| Bahia               |                                                            |             |                                                                                      | | |                   |                |                                                             |
|                     | Lídice da Mata (Lídice da Mata e Sousa)                    | PSB         | Economia                                                                             | Universidade Federal da Bahia                                                                           | Ex-Prefeita de Salvador Ex-Deputado Federal Ex-Deputado Estadual Ex-Vereadora de Salvador | 2011              | 2019           |                                                             |
|                     | Otto Alencar (Otto Roberto Mendonça de Alencar)            | PSD         | Medicina                                                                             | Universidade Federal da Bahia                                                                           | Ex-Governador da Bahia Ex-Vice-Governador da Bahia Ex-Presidente da ALBA Ex-Deputado Estadual Ex-Secretário de Saúde da Bahia | 2015              | 2023           |                                                             |
|                     | Roberto Muniz (Roberto de Oliveira Muniz)                  | PP          | - Engenharia Civil - Engenharia Econômica                                            | - Universidade Federal da Bahia - Universidade Estácio de Sá                                            | Ex-Deputado Estadual Ex-Prefeito de Lauro de Freitas | 2016              | 2019           | Suplente de Walter Pinheiro.                                |
| Ceará               |                                                            |             |                                                                                      | | |                   |                |                                                             |
|                     | Eunício Oliveira (Eunício Lopes de Oliveira)               | MDB         | - Ciência Política - Administração de Empresas                                       | Centro Universitário de Brasília                                                                        | Ex-Ministro das Comunicações (Governo Lula) Ex-Deputado Federal | 2011              | 2019           |                                                             |
|                     | José Pimentel (José Barroso Pimentel)                      | PT          | Direito                                                                              | Universidade Federal do Ceará                                                                           | | 2011              | 2019           |                                                             |
|                     | Tasso Jereissati (Tasso Ribeiro Jereissati)                | PSDB        | Administração de Empresas                                                            | Fundação Getúlio Vargas                                                                                 | Ex-Governador do Ceará | 2015              | 2023           |                                                             |
| Distrito Federal    |                                                            |             |                                                                                      | | |                   |                |                                                             |
|                     | Cristovam Buarque (Cristovam Ricardo Cavalcanti Buarque)   | PPS         | - Engenharia Mecânia - Economia (mestrado) - Economia do Desenvolvimento (doutorado) | - Universidade Federal de Pernambuco - Universidade Paris 1 Panthéon-Sorbonne                           | Ex-Governador do Distrito Federal Ex-Ministro de Educação do Brasil (Governo Lula) | 2003              | 2019           |                                                             |
|                     | Hélio José (Hélio José da Silva Lima)                      | PROS        | Engenharia Elétrica                                                                  | Universidade de Brasília                                                                                | | 2015              | 2019           | Suplente de Rodrigo Rollemberg.                             |
|                     | Reguffe (José Antônio Machado Reguffe)                     | Sem partido | - Jornalismo - Economia                                                              | - Instituto de Educação Superior de Brasília - Universidade de Brasília                                 | Ex-Deputado Federal Ex-Deputado Distrital | 2015              | 2023           |                                                             |
| Espírito Santo      |                                                            |             |                                                                                      | | |                   |                |                                                             |
|                     | Magno Malta (Magno Pereira Malta)                          | PR          | Teologia                                                                             | Seminário Teológico Batista do Norte do Brasil                                                          | Ex-Deputado Federal Ex-Deputado Estadual | 2003              | 2019           |                                                             |
|                     | Ricardo Ferraço (Ricardo de Rezende Ferraço)               | PSDB        |                                                                                      | | Ex-Vice-Governador do Espírito Santo Ex-Deputado Federal Ex-Deputado Estadual | 2011              | 2019           |                                                             |
|                     | Rose de Freitas (Rosilda de Freitas)                       | PODE        |                                                                                      | | Ex-Deputado Federal Ex-Deputado Estadual | 2015              | 2023           |                                                             |
| Goiás               |                                                            |             |                                                                                      | | |                   |                |                                                             |
|                     | Lúcia Vânia (Lúcia Vânia Abrão Costa)                      | PSB         | Comunicação                                                                          | Universidade Federal de Goiás                                                                           | Ex-Deputado Federal Ex-Secretária de Assistência Social do Brasil (Governo FHC) | 2003              | 2019           |                                                             |
|                     | Luiz Carlos do Carmo (Luiz Carlos do Carmo)                | MDB         |                                                                                      | | Ex-Deputado Estadual | 2019              | 2023           | Primeiro suplente de Ronaldo Caiado                         |
|                     | Wilder Morais (Wilder Pedro de Morais)                     | DEM         | Engenharia Civil                                                                     | Pontifícia Universidade Católica de Goiás                                                               | | 2012              | 2019           | Assumiu após a cassação de Demóstenes Torres.               |
| Maranhão            |                                                            |             |                                                                                      | | |                   |                |                                                             |
|                     | Edison Lobão                                               | MDB         | Direito                                                                              | Centro de Ensino Unificado de Brasília                                                                  | Ex-Governador do Maranhão Ex-Ministro de Minas e Energia (Governo Dilma) Ex-Deputado Federal | 2011              | 2019           |                                                             |
|                     | João Alberto Souza (João Alberto de Souza)                 | MDB         | Economia                                                                             | Universidade Cândido Mendes                                                                             | Ex-Governador do Maranhão Ex-Vice-Governador do Maranhão Ex-Prefeito de Bacabal Ex-Deputado Federal Ex-Deputado Estadual | 2011              | 2019           |                                                             |
|                     | Roberto Rocha (Roberto Coelho Rocha)                       | PSDB        | Administração de empresas                                                            | Universidade Federal do Maranhão                                                                        | Ex-Deputado Federal Ex-Deputado Estadual Ex-Vice-Prefeito de São Luis | 2016              | 2023           |                                                             |
| Mato Grosso         |                                                            |             |                                                                                      | | |                   |                |                                                             |
|                     | Rodrigues Palma ( Manoel Antônio Rodrigues Palma)          | PR          | - Direito                                                                            | - Universidade Federal de Mato Grosso                                                                   | Ex-Prefeito de Cuiabá Ex-Deputado Federal Ex-Deputado Estadual | 2018              | 2019           | Segundo Suplente de Blairo Maggi                            |
|                     | José Medeiros (José Antonio Medeiros)                      | PODE        | - Matemática - Direito                                                               | - Universidade Federal do Mato Grosso - Centro de Ensino Superior de Rondonópolis                       | | 2015              | 2019           | Suplente de Pedro Taques.                                   |
|                     | Wellington Fagundes (Wellington Antônio Fagundes)          | PR          | - Medicina Veterinária - Ciência Política (pós-graduação)                            | - Universidade Federal de Mato Grosso do Sul - Universidade de Brasília                                 | Ex-Deputado Federal | 2015              | 2023           |                                                             |
| Mato Grosso do Sul  |                                                            |             |                                                                                      | | |                   |                |                                                             |
|                     | Pedro Chaves (Pedro Chaves dos Santos Filho)               | PRB         | Economia                                                                             | Pontifícia Universidade Católica de Campinas                                                            | | 2016              | 2019           | Assumiu após a cassação de Delcídio do Amaral.              |
|                     | Simone Tebet (Simone Nassar Tebet)                         | MDB         | - Direito - Direito de Estado (mestrado)                                             | - Universidade Federal do Rio de Janeiro - Pontifícia Universidade Católica de São Paulo                | Ex-Vice-Governadora do Mato Grosso do Sul Ex-Secretária de Governo do Mato Grosso do Sul Ex-Prefeita de Três Lagoas Ex-Deputado Estadual                                                                                                 | 2015              | 2023           |                                                             |
|                     | Waldemir Moka (Waldemir Moka Miranda de Britto)            | MDB         | Medicina                                                                             | Universidade Federal de Mato Grosso do Sul                                                              | Ex-Deputado Federal Ex-Deputado Estadual | 2011              | 2019           |                                                             |
| Minas Gerais        |                                                            |             |                                                                                      | | |                   |                |                                                             |
|                     | Aécio Neves (Aécio Neves da Cunha)                         | PSDB        | Economia                                                                             | Pontifícia Universidade Católica de Minas Gerais                                                        | Ex-Governador de Minas Gerais Ex-Presidente da Câmara dos Deputados Ex-Deputado Federal | 2011              | 2019           |                                                             |
|                     | Antônio Anastasia (Antonio Augusto junho Anastasia)        | PSDB        | - Direito - Direito Administrativo (mestrado)                                        | Universidade Federal de Minas Gerais                                                                    | Ex-Vice-Presidente do Senado Ex-Governador de Minas Gerais Ex-Vice-Governador de Minas Gerais Ex-Ministro do Trabalho (Governo FHC) | 2015              | 2023           |                                                             |
|                     | Zezé Perrella (José Perrella de Oliveira Costa)            | MDB         |                                                                                      | | Ex-Deputado Federal Ex-Deputado Estadual | 2011              | 2019           | Assumiu após a morte de Itamar Franco.                      |
| Pará                |                                                            |             |                                                                                      | | |                   |                |                                                             |
|                     | Flexa Ribeiro (Fernando de Souza Flexa Ribeiro)            | PSDB        | Engenharia Civil                                                                     | Universidade Federal do Pará                                                                            | | 2005              | 2019           |                                                             |
|                     | Jader Barbalho (Jader Fontenelle Barbalho)                 | MDB         | Direito                                                                              | Universidade Federal do Pará                                                                            | Ex-Presidente do Senado Ex-Governador do Pará Ex-Deputado Federal Ex-Ministro da Previdência Social (Governo Sarney) Ex-Ministro do Desenvolvimento Agrário do Brasil (Governo Sarney) Ex-Deputado Estadual Ex-Vereador de Bélem         | 2011              | 2019           |                                                             |
|                     | Paulo Rocha (Paulo Roberto Galvão da Rocha)                | PT          |                                                                                      | | Ex-Deputado Federal | 2015              | 2023           |                                                             |
| Paraíba             |                                                            |             |                                                                                      | | |                   |                |                                                             |
|                     | Cássio Cunha Lima (Cássio Rodrigues da Cunha Lima)         | PSDB        | Direito                                                                              | Universidade Estadual da Paraíba                                                                        | Ex-Governador da Paraíba Ex-Prefeito de Campina Grande Ex-Deputado Federal | 2011              | 2019           |                                                             |
|                     | José Maranhão (José Targino Maranhão)                      | MDB         | Direito                                                                              | Universidade Federal da Paraíba                                                                         | Ex-Governador da Paraíba Ex-Vice-Governador da Paraíba Ex-Deputado Federal Ex-Deputado Estadual | 2015              | 2023           |                                                             |
|                     | Raimundo Lira                                              | PSD         | Economia                                                                             | Universidade Federal da Paraíba                                                                         | | 2015              | 2019           | Suplente de Vital do Rêgo.                                  |
| Paraná              |                                                            |             |                                                                                      | | |                   |                |                                                             |
|                     | Álvaro Dias (Álvaro Fernandes Dias)                        | PODE        | História                                                                             | Universidade Estadual de Londrina                                                                       | Ex-Senador Constituinte Ex-Governador do Paraná Ex-Deputado Federal Ex-Deputado Estadual Ex-Vereador de Londrina | 1999              | 2023           |                                                             |
|                     | Gleisi Hoffmann (Gleisi Helena Hoffmann)                   | PT          | Direito                                                                              | Faculdade de Direito de Curitiba                                                                        | Ex-Diretora Financeira da Itaipu Internacional (Governo Lula) Ex-Secretária Municipal de Gestão Pública de Londrina (Governo Nedson L. Micheleti) Secretária de Reestruturação Administrativa do Mato Grosso do Sul (Governo Zeca do PT) | 2011              | 2019           |                                                             |
|                     | Roberto Requião (Roberto Requião de Mello e Silva)         | MDB         | - Direito - Jornalismo - Urbanismo (pós-graduação)                                   | - Universidade Federal do Paraná - Pontifícia Universidade Católica do Paraná - Fundação Getúlio Vargas | Ex-Governador do Paraná Ex-Secretário de Desenvolvimento Urbano do Paraná Ex-Prefeito de Curitiba Ex-Deputado Estadual | 2011              | 2019           |                                                             |
| Pernambuco          |                                                            |             |                                                                                      | | |                   |                |                                                             |
|                     | Armando Monteiro (Armando de Queiroz Monteiro Neto)        | PTB         | - Administração de Empresas - Direito                                                | - Fundação Getúlio Vargas - Universidade Federal de Pernambuco                                          | Ex-Deputado Federal | 2011              | 2019           |                                                             |
|                     | Fernando Bezerra Coelho (Fernando Bezerra de Sousa Coelho) | MDB         | Administração de Empresas                                                            | Fundação Getúlio Vargas                                                                                 | Ex-Ministro da Integração Nacional Ex-Deputado Federal Ex-Deputado Estadual Ex-Prefeito de Petrolina | 2015              | 2023           |                                                             |
|                     | Humberto Costa (Humberto Sérgio Costa Lima)                | PT          | - Medicina - Jornalismo                                                              | - Universidade Federal de Pernambuco - Universidade Católica de Pernambuco                              | Ex-Ministro da Saúde do Brasil (Governo Lula) Ex-Secretário das Cidades de Pernambuco (Governo Eduardo Campos) Ex-Deputado Federal Ex-Deputado Estadual Ex-Vereador do Recife Ex-Secretário de Saúde do Recife (Governo João Paulo Lima) | 2011              | 2019           |                                                             |
| Piauí               |                                                            |             |                                                                                      | | |                   |                |                                                             |
|                     | Ciro Nogueira (Ciro Nogueira Lima Filho)                   | PP          | Direito                                                                              | Pontifícia Universidade Católica do Rio de Janeiro                                                      | Ex-Deputado Federal | 2011              | 2019           |                                                             |
|                     | José Amauri (José Amauri Pereira de Araújo)                | PODE        |                                                                                      | | | 2018              | atual          | Primeiro Suplente de Elmano Férrer                          |
|                     | Zé Santana (José Ribamar Noleto de Santana)                | MDB         | Direito                                                                              | ? | | 2018              | 2019           | Suplente de Regina Sousa, eleita vice-governadora do Piauí  |
| Rio de Janeiro      |                                                            |             |                                                                                      | | |                   |                |                                                             |
|                     | Eduardo Lopes (Eduardo Benedito Lopes)                     | PRB         |                                                                                      | | | 2017              | 2019           | Assumiu após a renúncia de Marcelo Crivella                 |
|                     | Lindberg Farias (Luiz Lindbergh Farias Filho)              | PT          |                                                                                      | | Ex-Prefeito de Nova Iguaçu Ex-Deputado Federal | 2011              | 2019           |                                                             |
|                     | Romário (Romário de Souza Faria)                           | PODE        | Educação Física                                                                      | Universidade Castelo Branco                                                                             | Ex-Deputado Federal | 2015              | 2023           |                                                             |
| Rio Grande do Norte |                                                            |             |                                                                                      | | |                   |                |                                                             |
|                     | Jean-Paul Prates (Jean-Paul Prates)                        | PT          |                                                                                      | | | 2019              | 2023           | Primeiro suplente de Fátima Bezerra                         |
|                     | Garibaldi Alves Filho                                      | MDB         | Direito                                                                              | Universidade Federal do Rio Grande do Norte                                                             | Ex-Governador do Rio Grande do Norte Ex-Prefeito de Natal Ex-Deputado Estadual Ex-Secretário-chefe da Casa Civil de Natal (Governo Agnelo Alves)                                                                                         | 2003              | 2019           |                                                             |
|                     | José Agripino (José Agripino Maia)                         | DEM         | Engenharia Civil                                                                     | Universidade Estadual do Rio de Janeiro                                                                 | Ex-Governador do Rio Grande do Norte | 1995              | 2019           |                                                             |
| Rio Grande do Sul   |                                                            |             |                                                                                      | | |                   |                |                                                             |
|                     | Ana Amélia (Ana Amélia Lemos)                              | PP          | Comunicação Social                                                                   | Pontifícia Universidade Católica do Rio Grande do Sul                                                   | | 2011              | 2019           |                                                             |
|                     | Lasier Martins (Lasier Costa Martins)                      | PSD         | Direito                                                                              | Universidade Federal do Rio Grande do Sul                                                               | | 2015              | 2023           |                                                             |
|                     | Paulo Paim (Paulo Renato Paim)                             | PT          |                                                                                      | | Ex-Deputado Federal | 2003              | 2019           |                                                             |
| Rondônia            |                                                            |             |                                                                                      | | |                   |                |                                                             |
|                     | Acir Gurgacz (Acir Marcos Gurgacz)                         | PDT         |                                                                                      | | | 2009              | 2023           |                                                             |
|                     | Ivo Cassol (Ivo Narciso Cassol)                            | PP          |                                                                                      | | Ex-Governador de Rondônia Ex-Prefeito de Rolim de Moura | 2011              | 2019           |                                                             |
|                     | Valdir Raupp                                               | MDB         | Administração de Empresas                                                            | Centro de Ensino Superior de Brasília                                                                   | Ex-Governador de Rondônia | 2011              | 2019           |                                                             |
| Roraima             |                                                            |             |                                                                                      | | |                   |                |                                                             |
|                     | Ângela Portela (Ângela Maria Gomes Portela)                | PDT         | Letras                                                                               | Universidade Estadual Vale do Acaraú                                                                    | Ex-Primeira-dama de Roraima Ex-Deputada federal Ex-Segunda-dama de Roraima | 2011              | 2019           |                                                             |
|                     | Romero Jucá (Romero Jucá Filho)                            | MDB         | - Economia - Engenharia Econômica (pós-graduação)                                    | Universidade Católica de Pernambuco                                                                     | Ex-Ministro da Previdência Social (Governo Lula) Ex-Governador de Roraima | 1995              | 2019           |                                                             |
|                     | Telmário Mota (Telmário Mota de Oliveira)                  | PTB         | Economia, Contabilidade                                                              | Universidade Católica do Salvador                                                                       | Ex-Vereador de Boa Vista | 2015              | 2023           |                                                             |
| Santa Catarina      |                                                            |             |                                                                                      | | |                   |                |                                                             |
|                     | Dalírio Beber (Dalírio José Beber)                         | PSDB        | Direito                                                                              | Universidade Regional de Blumenau                                                                       | | 2015              | 2019           | Assumiu após a morte de Luiz Henrique.                      |
|                     | Dário Berger (Dário Elias Berger)                          | MDB         | Administração de Empresas                                                            | Universidade Federal de Santa Catarina                                                                  | Ex-Prefeito de Florianópolis Ex-Prefeito de São José Ex-Vereador de São José | 2015              | 2023           |                                                             |
|                     | Paulo Bauer (Paulo Roberto Bauer)                          | PSDB        | - Ciências Contábeis - Administração de Empresas                                     | Fundação Educacional da Região de Joinville (FURJ)                                                      | Ex-Deputado Federal Ex-Vice-Governador de Santa Catarina | 2011              | 2019           |                                                             |
| São Paulo           |                                                            |             |                                                                                      | | |                   |                |                                                             |
|                     | Aloysio Nunes (Aloysio Nunes Ferreira Filho)               | PSDB        |                                                                                      | | Ex-Ministro da Justiça (Governo FHC) Ex-Ministro-chefe da Secretaria-Geral da Presidência (Governo FHC) Ex-Vice-Governador de São Paulo Ex-Deputado Federal Ex-Deputado Estadual                                                         | 2017              | 2019           |                                                             |
|                     | José Serra                                                 | PSDB        | - Economia - Economia (mestrado e doutorado)                                         | - Universidade do Chile - Universidade Cornell                                                          | Ex-Governador de São Paulo Ex-Prefeito de São Paulo Ex-Ministro da Saúde (Governo FHC) Ex-Ministro do Planejamento (Governo FHC) Ex-Deputado Federal                                                                                     | 2015              | 2023           |                                                             |
|                     | Marta Suplicy (Marta Teresa Smith de Vasconcelos Suplicy)  | Sem Partido | - Psicologia - Psicologia Comportamental, Psicanálise e Sexologia (pós-graduação)    | - Pontifícia Universidade Católica de São Paulo - Universidade Stanford                                 | Ex-Prefeita de São Paulo Ex-Ministra do Turismo (Governo Lula) Ex-Deputada Federal | 2011              | 2019           |                                                             |
| Sergipe             |                                                            |             |                                                                                      | | |                   |                |                                                             |
|                     | Eduardo Amorim (Eduardo Alves do Amorim)                   | PSDB        | - Medicina - Direito                                                                 | - Universidade Federal de Sergipe - Universidade Tiradentes                                             | Ex-Deputado Federal Ex-Secretário de Saúde de Sergipe (Governo João Alves Filho) | 2011              | 2019           |                                                             |
|                     | Antônio Carlos Valadares                                   | PSB         | - Química - Direito                                                                  | Universidade Federal de Sergipe                                                                         | Ex-Governador de Sergipe Ex-Deputado Federal Ex-Deputado Estadual | 2011              | 2019           |                                                             |
|                     | Maria do Carmo Alves (Maria do Carmo do Nascimento Alves)  | DEM         | Direito                                                                              | Universidade Federal de Sergipe                                                                         | Ex-Primeira-Dama de Sergipe Ex-Secretária da Família e Assistência Social de Aracaju (Governo João Alves Filho) | 1999              | 2023           |                                                             |
| Tocantins           |                                                            |             |                                                                                      | | |                   |                |                                                             |
|                     | Ataídes Oliveira (Ataídes de Oliveira)                     | PSDB        | Direito                                                                              | Centro Universitário de Anápolis                                                                        | | 2013              | 2019           | Assumiu definitivamente após o falecimento de João Ribeiro. |
|                     | Guaracy Silveira                                           | PSL         |                                                                                      | | | 2015              | 2023           | Segundo Suplente da senadora licenciada Kátia Abreu         |
|                     | Vicentinho Alves (Vicente Alves de Oliveira)               | PR          |                                                                                      | | Ex-Deputado Federal Ex-Deputado Estadual | 2011              | 2019           |                                                             |

## Senadores licenciados e fora de exercício
| Foto do Senador | Senador                                                  | Partido     | Formação Acadêmica / Carreira Profissional | Alma Mater                                                                            | Estado             | Cargo Público Anterior | Motivo                                                |  |
| --------------- | -------------------------------------------------------- | ----------- | ------------------------------------------ | ------------------------------------------------------------------------------------- | ------------------ | --- | ----------------------------------------------------- |  |
|                 | Benedito de Lira                                         | PP          |                                            | Universidade Federal de Alagoas                                                       | Alagoas            | Ex-Deputado Federal Ex-Deputado Estadual Ex-Vereador de Maceió                                                                         | Licenciado                                            |  |
|                 |                                                          |             |                                            |                                                                                       |                    | |                                                       |  |
|                 |                                                          |             |                                            |                                                                                       |                    | |                                                       |  |
|                 |                                                          |             |                                            |                                                                                       |                    | |                                                       |  |
|                 | Blairo Maggi (Blairo Borges Maggi)                       | PP          |                                            | Universidade Federal do Paraná                                                        | Mato Grosso        | Ex-Governador do Mato Grosso | Nomeado Ministro da Agricultura por Michel Temer.     |  |
|                 |                                                          |             |                                            |                                                                                       |                    | |                                                       |  |
|                 | Delcídio do Amaral (Delcídio do Amaral Gómez)            | Sem partido |                                            |                                                                                       | Mato Grosso do Sul | Ex-Ministro de Minas e Energia (Governo Itamar) Ex-Secretário de Infraestrutura e Habitação do Mato Grosso do Sul (Governo Zeca do PT) | Cassado.                                              |  |
|                 | Elmano Férrer (Elmano Férrer de Almeida)                 | PODE        |                                            |                                                                                       | Piauí              | | Licenciado.                                           |  |
|                 |                                                          |             |                                            |                                                                                       |                    | |                                                       |  |
|                 | Itamar Franco (Itamar Augusto Cautiero Franco)           | PPS         |                                            |                                                                                       | Minas Gerais       | Ex-Presidente do Brasil Ex-Vice-Presidente do Brasil Ex-Governador de Minas Gerais Ex-Prefeito de Juiz de Fora                         | Falecimento.                                          |  |
|                 |                                                          |             |                                            |                                                                                       |                    | |                                                       |  |
|                 | João Ribeiro (João Batista de Jesus Ribeiro)             | PR          |                                            |                                                                                       | Tocantins          | | Falecimento.                                          |  |
|                 | Kátia Abreu (Kátia Regina de Abreu)                      | PDT         | Psicologia                                 | Universidade Católica de Goiás                                                        | Tocantins          | | Licenciada                                            |  |
|                 |                                                          |             |                                            |                                                                                       |                    | |                                                       |  |
|                 | Luiz Henrique (Luiz Henrique da Silveira)                | PMDB        |                                            |                                                                                       | Santa Catarina     | | Falecimento                                           |  |
|                 | Pedro Taques (José Pedro Gonçalves Taques)               | PDT         |                                            | Universidade de Taubaté                                                               | Mato Grosso        | | Eleito governador de Mato Grosso.                     |  |
|                 | Marcelo Crivella (Marcelo Bezerra Crivella)              | PRB         |                                            | Universidade Santa Úrsula, Faculdade de Engenharia Civil de Barra do Piraí, atual UGB | Rio de Janeiro     | | Eleito prefeito do Rio de Janeiro                     |  |
|                 | Regina Sousa (Maria Regina Sousa)                        | PT          |                                            | Universidade Federal do Piauí                                                         | Piauí              | Ex-Secretária de Administração do Piauí (Governo Wellington Dias)                                                                      | Eleita vice-governadora do Piauí.                     |  |
|                 | Rodrigo Rollemberg (Rodrigo Sobral Rollemberg)           | PSB         |                                            | Universidade de Brasília                                                              | Distrito Federal   | Ex-Deputado Federal Ex-Deputado Estadual                                                                                               | Eleito governador do Distrito Federal.                |  |
|                 | Vital do Rêgo (Vital do Rêgo Filho)                      | PMDB        |                                            | Universidade Federal da Paraíba                                                       | Paraíba            | Ex-Deputado Federal Ex-Deputado Estadual Ex-Vereador de Campina Grande                                                                 | Assumiu como ministro do Tribunal de Contas da União. |  |
|                 | Walter Pinheiro (Walter de Freitas Pinheiro)             | Sem partido |                                            | Universidade Federal da Bahia                                                         | Bahia              | Ex-Deputado Federal Ex-Vereador de Salvador                                                                                            | Assumiu a secretaria de Educação da Bahia.            |  |
|                 | Wellington Dias (José Wellington Barroso de Araújo Dias) | PT          |                                            | Universidade Federal do Piauí, Universidade Federal do Rio de Janeiro                 | Piauí              | Ex-Deputado Federal Ex-Deputado Estadual Ex-Vereador de Teresina                                                                       | Eleito governador do Piauí.                           |  |

## Suplentes que assumiram durante a legislatura
|  | Nome                                                  | Partido | Formação Acadêmica / Carreira Profissional | Alma Mater                             | Estado         | Titular                  | Cargo Público Anterior | Período(s) exercido(s) | Obs.              |
|  | ----------------------------------------------------- | ------- | ------------------------------------------ | -------------------------------------- | -------------- | ------------------------ | --- | ---------------------- | ----------------- |
|  | Airton Sandoval (Airton Sandoval Santana)             | MDB     | Advogado                                   |                                        | São Paulo      | Aloysio Nunes            | Ex-Deputado Federal | 2017-2018              | Primeiro suplente |
|  | Cidinho Santos (José Aparecido dos Santos)            | PR      | Empresário                                 |                                        | Mato Grosso    | Blairo Maggi             | Ex-prefeito de Nova Marilândia | 2016-2018              | Primeiro suplente |
|  |                                                       |         |                                            |                                        |                |                          | |                        |                   |
|  | Deca Sobrinho (José Gonzaga Sobrinho)                 | PSDB    | Empresário                                 |                                        | Paraíba        | Cássio Cunha Lima        | | 2015 - 2016            | Primeiro suplente |
|  |                                                       |         |                                            |                                        |                |                          | |                        |                   |
|  | Donizeti Nogueira (Divino Donizeti Borges Nogueira)   | PT      |                                            |                                        | Tocantins      | Kátia Abreu              | | 2015-2016              | Primeiro suplente |
|  |                                                       |         |                                            |                                        |                |                          | |                        |                   |
|  | Douglas Cintra (Douglas Mauricio Ramos Cintra)        | PTB     | Empresário                                 |                                        | Pernambuco     | Armando Monteiro         | | 2015-2016              | Primeiro suplente |
|  | Elber Batalha                                         | PSB     |                                            | Universidade Federal de Sergipe        | Sergipe        | Antônio Carlos Valadares | | 2017-2018              | Segundo suplente  |
|  |                                                       |         |                                            |                                        |                |                          | |                        |                   |
|  | Fernando Ribeiro (Fernando de Castro Ribeiro)         | PMDB    |                                            |                                        | Pará           | Jader Barbalho           | | 2015                   | Primeiro suplente |
|  |                                                       |         |                                            |                                        |                |                          | |                        |                   |
|  | Gilberto Piselo (Gilberto Piselo do Nascimento)       | PDT     | Advogado                                   |                                        | Rondônia       | Acir Gurgacz             | | 2016                   | Primeiro suplente |
|  |                                                       |         |                                            |                                        |                |                          | |                        |                   |
|  | José Aníbal (José Aníbal Peres de Pontes)             | PSDB    |                                            |                                        | São Paulo      | José Serra               | | 2016-2017              | Primeiro suplente |
|  | Pastor Bel (Heber Waldo Silva Costa)                  | PRTB    | Pastor                                     |                                        | Maranhão       | Edison Lobão             | | 2017-2018              | Segundo suplente  |
|  |                                                       |         |                                            |                                        |                |                          | |                        |                   |
|  | Pastor Valadares (Sebastião Valadares Neto)           | PDT     | Pastor                                     |                                        | Rondônia       | Acir Gurgacz             | | 2016-2017              | Segundo suplente  |
|  |                                                       |         |                                            |                                        |                |                          | |                        |                   |
|  | Pinto Itamaraty (José Eleonildo Soares)               | PSDB    | Radialista                                 |                                        | Maranhão       | Roberto Rocha            | Ex-Deputado federal | 2016-2017              | Segundo suplente  |
|  |                                                       |         |                                            |                                        |                |                          | |                        |                   |
|  | Reditario Cassol                                      | PP      |                                            |                                        | Rondônia       | Ivo Cassol               | Ex-Vereador de Maravilha | 2018                   | Primeiro suplente |
|  |                                                       |         |                                            |                                        |                |                          | |                        |                   |
|  | Ricardo Franco (Ricardo Barreto Franco)               | DEM     |                                            |                                        | Sergipe        | Maria do Carmo Alves     | | 2015-2016              | Primeiro suplente |
|  | Rudson Leite (Rudson Leite da Silva)                  | PV      | Empresário                                 |                                        | Roraima        | Telmário Mota            | | 2018                   | Segundo suplente  |
|  |                                                       |         |                                            |                                        |                |                          | |                        |                   |
|  | Sandra Braga (Sandra Backsmann Braga)                 | PMDB    | Empresária                                 |                                        | Amazonas       | Eduardo Braga            | Ex-Secretária Estadual de Direitos Humanos do Amazonas (Governo Eduardo Braga) Ex-Primeira-Dama do Amazonas Ex-Primeira-Dama de Manaus Ex-Segunda-Dama de Manaus | 2015-2016              | Primeiro suplente |
|  |                                                       |         |                                            |                                        |                |                          | |                        |                   |
|  | Sérgio de Castro (Sérgio Rogério de Castro)           | PDT     | Empresário                                 |                                        | Espírito Santo | Ricardo Ferraço          | | 2017-2018              | Primeiro suplente |
|  | Thieres Pinto (Thieres Pinto de Mesquita Filho)       | PTB     | Empresário                                 |                                        | Roraima        | Telmário Mota            | | 2016-2017              | Primeiro suplente |
|  |                                                       |         |                                            |                                        |                |                          | |                        |                   |
|  | Virginio de Carvalho (Virginio José de Carvalho Neto) | PSC     | Pastor                                     |                                        | Sergipe        | Maria do Carmo Alves     | | 2016                   | Segundo suplente  |
|  |                                                       |         |                                            |                                        |                |                          | Romero Jucá |                        |                   |
|  | Wirlande da Luz (Wirlande Santos da Luz)              | PMDB    | Médico                                     | Universidade Federal do Estado do Pará | Roraima        | Romero Jucá              | Ex-secretário de Saúde de Boa Vista | 2016                   | Primeiro suplente |

## Lideranças parlamentares
| Partido | # de Senadores | Líder                    |
| MDB     | 18             | Simone Tebet             |
| PSDB    | 12             | Paulo Bauer              |
| PT      | 9              | Lindbergh Farias         |
| PP      | 6              | Benedito de Lira         |
| PSD     | 5              | Omar Aziz                |
| DEM     | 5              | Ronaldo Caiado           |
| PODE    | 5              | Alvaro Dias              |
| PSB     | 4              | Antônio Carlos Valadares |
| PR      | 4              | Vicentinho Alves         |
| PDT     | 3              | Acir Gurgacz             |
| PTB     | 2              | Armando Monteiro         |
| PRB     | 2              | Eduardo Lopes            |
| PPS     | 1              | Cristovam Buarque        |
| PCdoB   | 1              | Vanessa Grazziotin       |
| REDE    | 1              | Randolfe Rodrigues       |
| PTC     | 1              | Fernando Collor          |
| PROS    | 1              | Hélio José               |

| Bloco                        | # de Senadores | Líder                    |
| MDB e PROS                   | 19             | Simone Tebet (MDB)       |
| PSDB e DEM                   | 17             | Eduardo Amorim (PSDB)    |
| PT e PDT                     | 12             | Lindbergh Farias (PT)    |
| PSB, PODE, PPS, PCdoB e REDE | 12             | João Capiberibe (PSB)    |
| PP e PSD                     | 11             | Ciro Nogueira (PP)       |
| PR, PTB, PRB e PTC           | 9              | Wellington Fagundes (PR) |
| Liderança do Governo         | -              | Romero Jucá (PMDB)       |
| Minoria                      | -              | Humberto Costa (PT)      |